# Porricondyla lobifera
Porricondyla lobifera är en tvåvingeart som beskrevs av Boris Mamaev och Zaitzev 1996. Porricondyla lobifera ingår i släktet Porricondyla och familjen gallmyggor. Inga underarter finns listade i Catalogue of Life.